# High on the Hog (álbum)
High on the Hog es el cuarto álbum de estudio de la banda estadounidense de southern rock Black Oak Arkansas. Fue publicado el 23 de octubre de 1973 a través de Atco Records.

## Grabación y producción

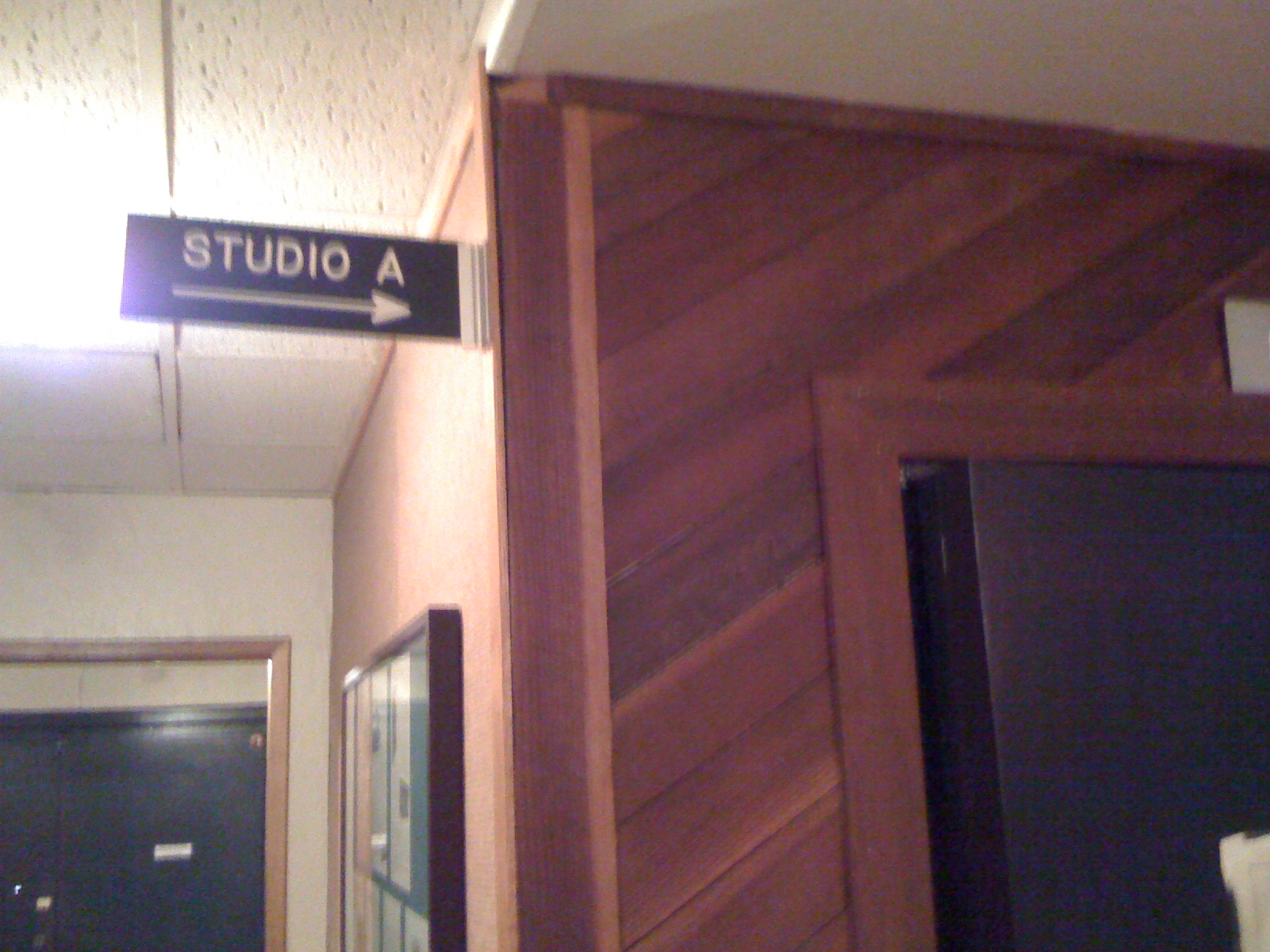
Siete de las canciones de High on the Hog fueron grabadas en los estudios de Wally Heider, en Hollywood, California.

Al igual que los dos álbumes anteriores de Black Oak Arkansas, Tom Dowd se encargó de la producción del álbum. Las sesiones de grabación de High on the Hog tuvieron lugar entre 1972 hasta 1973. Ron y Howie Albert se desempeñaron como ingenieros de audio en las sesiones del 15, 16 y 19 de septiembre de 1972 en Criteria Studios, en Miami, Florida; allí la banda grabó las canciones «Movin'», «Mad Man» y «High 'n' Dry», respectivamente. El resto de las canciones fueron grabadas por Ed Barton los días 4 y 29 de agosto de 1973 en los estudios de Wally Heider, en Hollywood, California.

## Recepción de la crítica
Un escritor no especificado de la revista Cash Box calificó High on the Hog como “un buen LP”, añadiendo: “El nuevo LP del quinteto tiene un título apropiado porque esta banda está en la cima de una ola de popularidad que continúa creciendo día a día, y este LP de un lugar rústico y agitado definitivamente la construirá aún más. «Swimmin' in Quicksand» inicia el álbum con una nota típicamente funky, pero «Back on the Land» es una de las canciones country más suaves que jamás hayamos escuchado y es sin duda la más dulce que hemos escuchado de Black Oak. Pero la banda es famosa por su rock 'n' roll descarado y «Movin'», «Happy Hooker», «Red Hot Lovin'», «Jim Dandy» y «Mad Man» son las canciones [roqueras] más poderosos que la banda ha grabado hasta ahora”. Un escritor no especificado de la revista Billboard escribió: “Una de las respuestas estadounidenses a la escuela libra por libra ejemplificada por el Black Sabbath de Inglaterra, esta banda se abre camino con convicción. Se agregan sonidos de multitud a la configuración del estudio. «Mutants of the Monster» ya da bastante miedo”.

## Lista de canciones
Todas las canciones escritas y compuestas por Black Oak Arkansas, excepto donde esta anotado.. 
| Lado uno |                         |                          |          |  |
| N.º      | Título                  | Fecha de grabación       | Duración |  |
| 1.       | «Swimmin' in Quicksand» | 4 de agosto de 1973      | 3:20     |  |
| 2.       | «Back to the Land»      | 29 de agosto de 1973     | 2:26     |  |
| 3.       | «Movin'»                | 15 de septiembre de 1972 | 3:13     |  |
| 4.       | «Happy Hooker»          | 29 de agosto de 1973     | 5:28     |  |
| 5.       | «Red Hot Lovin'»        | 4 de agosto de 1973      | 2:46     |  |

| Lado dos |                                                   |                          |          |  |
| N.º      | Título                                            | Fecha de grabación       | Duración |  |
| 1.       | «Jim Dandy» (Lincoln Chase)                       | 29 de agosto de 1973     | 2:42     |  |
| 2.       | «Moonshine Sonata» (Black Oak Arkansas, Tom Dowd) | 29 de agosto de 1973     | 5:27     |  |
| 3.       | «Why Shouldn't I Smile»                           | 4 de agosto de 1973      | 2:23     |  |
| 4.       | «High 'n' Dry»                                    | 19 de septiembre de 1972 | 2:27     |  |
| 5.       | «Mad Man»                                         | 16 de septiembre de 1972 | 3:49     |  |

## Créditos y personal
Créditos adaptados desde las notas de álbum de High on the Hog.
Black Oak Arkansas
- Jim “Dandy” Mangrum – voz principal
- Harvey Jett – guitarra
- Stanley Knight – guitarra
- Rick Reynolds – guitarra
- Pat Daugherty – bajo eléctrico
- Tommy Aldridge – batería

Músicos adicionales
- Ruby Starr – coros (6)

Personal técnico
- Tom Dowd – productor
- Ron Albert  – ingeniero de audio (3, 9, 10)
- Howie Albert – ingeniero de audio (3, 9, 10)
- Ed Barton – ingeniero de audio (1, 2, 4–8)

Diseño
- Pacific Eye & Ear – diseño de portada
- Joe Petagno – ilustración
- Bill Crump  – fotografía
- Todd Gray – fotografía
- Neil Zlozower – fotografía
- Finn Costello – fotografía

## Posicionamiento
| Gráfica (1974)                            | Pico de posición |
| ----------------------------------------- | ---------------- |
| Canadá (RPM Top Albums)                   | 81               |
| Estados Unidos (Billboard Top LPs & Tape) | 52               |
| Estados Unidos (Cash Box Top 100 Albums)  | 23               |
| Estados Unidos (Record World Album Chart) | 38               |

## Certificaciones y ventas
| País                  | Certificación | Ventas  |
| --------------------- | ------------- | ------- |
| Estados Unidos (RIAA) | Oro           | 500 000 |